# Consolidated PB4Y-2 Privateer
Consolidated PB4Y-2 Privateer (ang. kaper) – bombowiec patrolowy US Navy powstały jako modyfikacja samolotu Consolidated B-24 Liberator. Początkowo siły powietrzne Marynarki Wojennej używały standardowej wersji Liberatora pod oznaczeniem PB4Y-1 Liberator, postanowiły jednak zamówić zmodyfikowaną wersję tego samolotu bardziej przystosowaną do roli bombowca patrolowego dalekiego zasięgu i w 1943 roku firma Consolidated zaprojektowała PB4Y-2 Privateer.
Zewnętrznie Privateer był bardzo podobny do Liberatora, a największą różnicą było to, że Liberator miał dwa mniejsze stateczniki pionowe, a Privateer miał jeden duży statecznik. Podobna, eksperymentalna wersja B-24 powstała już zresztą wcześniej, Ford (który produkował B-24 na zamówienie USAAC) zbudował eksperymentalną wersję tego samolotu, B-24K z pojedynczym usterzeniem pionowym „pożyczonym” od samolotu Douglas B-23 Dragon. Zmiana usterzenia poprawiła manewrowość samolotu na tyle, że USSAC zaproponował, aby Ford rozpoczął produkcję podobnego modelu B-24N, ale zamówienie zostało wycofane 31 maja 1945.
Privateer napędzany był 4 silnikami Pratt & Whitney R-1830-94 Twin Wasp o mocy 1000 kW. Silniki te pozbawione były sprężarek z racji na niski pułap, na jakim maszyny miały operować.
Privateer miał cięższe uzbrojenie obronne niż jego poprzednik, dodano jeszcze jedną wieżyczkę górną typu Martin dorsal turret oraz dwa boczne stanowiska strzeleckie typu ERCO 250. Składało się ono z 12 karabinów maszynowych Browning M2 kaliber 12,7 mm rozmieszczonych w sześciu wieżyczkach. Łącznie zbudowano 739 samolotów tego typu, wzięły one udział nie tylko w II wojnie światowej, ale także w wojnie koreańskiej i aż do początku lat 60. pozostawały w służbie US Coast Guard. Samoloty tego typu, wykonując misje rozpoznawcze, wielokrotnie zapuszczały się w przestrzeń powietrzną ZSRR. Kilka z nich zostało zestrzelonych przez sowiecką obronę przeciwlotniczą. Maszyny te używane były także przez lotnictwo francuskie, Hondurasu, Kanady, Republiki Chińskiej.
Samoloty typu PB4Y-2 używane były do zrzucania bomb Bat, pierwszych samonaprowadzających radarowo bomb, których po raz pierwszy użyto w czasie II wojny światowej.